# دايفيد إتش روزنتال
دايفيد إتش روزنتال (بالإنجليزية: David H. Rosenthal)‏ هو صحفي الموسيقى وكاتب ومترجم ومؤلف وشاعر أمريكي، ولد في 1945 في نيويورك في الولايات المتحدة، وتوفي في 1992.